# Les Fougerêts
Les Fougerêts (Felgerieg-al-Lann trong tiếng Bretagne) là một xã ở tỉnh Morbihan trong vùng Bretagne tây bắc Pháp. Xã này có diện tích 19,91 km², dân số năm 1999 là 788 người. Khu vực này có độ cao từ 2-101 mét trên mực nước biển.
Cư dân của Les Fougerêts danh xưng trong tiếng Pháp là Fougerêtais.